# Mark Geragos
Mark John Geragos (né le 5 octobre 1957 à Los Angeles) est un célèbre avocat américain d'origine arménienne. Il est connu pour avoir défendu Michael Jackson, Winona Ryder, Gary Condit, Susan McDougal, Scott Peterson, Paul et Kuhlbir Dhaliwal, Chris Brown et les frères Menéndez. 